# Kaufmannsschule II – Berufskolleg der Stadt Hagen
Die Kaufmannsschule II (offiziell: Kaufmannsschule II – Berufskolleg der Stadt Hagen) ist ein öffentliches Berufskolleg in der Trägerschaft der Stadt Hagen. Die ca. 1.600 Schülerinnen und Schüler werden durch ca. 75 Lehrkräfte in verschiedenen kaufmännisch-verwaltenden Bildungsgängen unterrichtet. Zudem umfasst das Team der Kaufmannsschule II Mitarbeitende in der Schulverwaltung (Sekretariat und Schulverwaltungsassistenz), Schulsozialarbeit, Gebäudemanagement und Bundesfreiwilligendienst.

## Geschichte
Die Gründung der Kaufmannsschule II geht auf das Jahr 1891 zurück. Die heimischen Kaufleute gründeten eine Weiterbildungseinrichtung („Fortbildungsschule“), die zunächst nur von Arbeitnehmern auf freiwilliger Basis im Anschluss an die Arbeitszeit besucht wurde. Später wurde die Einrichtung zur „Berufsschule“ und somit eine Pflichtschule für Kaufmannsgehilfen und Lehrlinge. Bis 1959 befand sich die Schule in der Trägerschaft der Handelskammer (der heutigen SIHK). Der Bedarf an kaufmännischer Bildung führte schließlich zur Gründung der Handelsschule in Vollzeitform. Die Schule entwickelte sich derart gut, dass es im weiteren Verlauf zu einer stetigen Expansion kam. Die Trägerschaft wechselte zur Stadt Hagen, 1968 kam es zur Teilung der Kaufmannsschule in zwei eigenständige Berufskollegs (Kaufmannsschule I und Kaufmannsschule II). 1976 zog die Kaufmannsschule II vom gemeinsamen Gebäude in der Springmannstraße (Hagen-Mitte) in die Letmather Straße in Hohenlimburg-Elsey und eröffnete zudem eine Nebenstelle zunächst im ehemaligen Hohenlimburger Gymnasium in der Gumprechtstraße, heute in der Gasstraße.

## Gebäude
Im Hauptgebäude (Letmather Str. 21 – 23) stehen aktuell 40 Unterrichtsräume zur Verfügung, von denen sechs Räume ausschließlich dem EDV-Unterricht dienen, zwei Räume über versenkbare PC-Arbeitsplätze verfügen. Ein Multifunktionsraum wird für schulische Veranstaltungen verwendet (z. B. für Konferenzen, Vorträge, interne und externe Fortbildungsveranstaltungen). Über die sehr gute IT-Ausstattung der Schule informiert ein detailliertes Medienkonzept (100 % elektronische Tafeln, sowie iPads/AppleTV). Die Hauptstelle besitzt zudem ein Selbstlernzentrum (SLZ), eine Cafeteria, einen Physikraum, eine Pausenhalle sowie eine Aula, in der unter anderem die jährliche Abschlussfeier stattfindet. Im Untergeschoss steht ein
Theater- und ein Meditationsraum zur Verfügung. Im Verwaltungsbereich sind die Büros der Schulleitung und Schulverwaltungsassistenz, zwei Sekretariate sowie das Lehrerzimmer untergebracht. Zudem stehen mehrere Einzelräume (z. B. Europa-Büro, Sammlungsräume, Probenraum für die Schulband, Büros der Schulsozialarbeit, Erste-Hilfe-Raum etc.) zur Verfügung.
Die Nebenstelle ist in der Gasstraße 15 beheimatet, also ca. 3,5 Kilometer vom Hauptstandort entfernt. Hier werden vornehmlich Klassen der Berufsschule in 23 Klassenräumen unterrichtet (davon vier EDV-Räume und ein Multifunktionsraum). Zudem besteht auch hier ein Sekretariat, ein Lehrerzimmer, ein Erste-Hilfe-Raum und einige Besprechungsräume.
Der Sportunterricht wird, da die Kaufmannsschule II über keine eigene Sporthalle verfügt, in drei verschiedenen Sportstätten erteilt, die die Schüler fußläufig erreichen können.

## Bildungsgänge
Die Kaufmannsschule II bildet in Kooperation mit den Ausbildungsbetrieben in Hagen und Umgebung in neun verschiedenen kaufmännischen Berufen aus („Berufsschule“) und ist damit schulischer Partner im System der Dualen Berufsausbildung.
Zudem bietet die Schule den jungen Menschen in Hagen und Umgebung im Anschluss an die Sekundarstufe I die sogenannte „Höhere Handelsschule“ (Zweijährige Berufsfachschule für Wirtschaft und Verwaltung) und das „Wirtschaftsgymnasium“ (Berufliches Gymnasium für Wirtschaft und Verwaltung) an. Diese vollzeitschulischen Bildungsgänge (5 Tage in der Woche) bieten die Möglichkeit für Jugendliche, das Abitur oder die Fachhochschulreife im Anschluss an die Sekundarstufe I zu erlangen. Neben dem schulischen Abschluss werden gleichzeitig berufliche Kenntnisse, Fähigkeiten und Fertigkeiten erworben. So werden die Schüler durch Fächer wie Betriebswirtschaftslehre, Volkswirtschaftslehre, Rechnungswesen, Wirtschaftsinformatik, Informationswirtschaft, englische Wirtschaftskorrespondenz, Spanisch etc. auf kaufmännische Ausbildungen oder Studiengänge vorbereitet.
Ist bereits eine kaufmännische Ausbildung vorhanden, können die Schüler in der Fachoberschule (FOS12b) die Fachhochschulreife („Fachabitur“) innerhalb eines Jahres erwerben.
Zudem gibt es an der Kaufmannsschule II Klassen für nicht-deutschsprachige Flüchtlinge und EU-Zuwanderer (Internationale Förderklassen).

## Schulprogramm
Die Kaufmannsschule II bietet stetige Berufs- und Praxisorientierung. Sie bietet neben dem durchgängig berufsorientierten Unterricht zahlreiche Betriebsbesichtigungen, Projekttage, Praxisschulungen und Expertenvorträge an. Schüler werden durch Stützkurse und individualisierte Unterrichtsmethoden sowie durch die Möglichkeit zum Erwerb von Zusatzqualifikationen individuell gefördert (z. B. Sprachenzertifikate, Computer-Führerschein). Im Unterricht stehen dabei ausnahmslos mit Internetzugang und interaktiven Tafeln, iPads und AppleTV moderne Medien zur Verfügung. Übungsaufgaben, Tafelbilder, weiterführende Links etc. können zudem in der E-Learning-Plattform wislearnPlus hinterlegt und abgerufen werden. Im Rahmen der Integrationsarbeit nimmt die Schule regelmäßig am Europatag teil, richtet multikulturelle Veranstaltungen aus und integriert junge Menschen mit Fluchthintergrund aktiv in die Schulgemeinschaft. Zudem ist das Berufskolleg international ausgerichtet, zum Beispiel durch die Teilnahme an EU-Austauschprogrammen (Erasmus+), eTwinning-Angeboten, Projekte mit der Partnerschule in Valencia/Spanien oder Auslandsfortbildungen. Das aktive Schulleben wird z. B. durch Sporttage, Blutspende-Aktionen, Hagener Berufsschultag, SV-Aktionen, Tage der offenen Tür, Klassenfahrten, Schulband, Abschlussfeiern und Bestenehrungen deutlich.